# Gelbgrüner Kamm-Porling
Der Gelbgrüne Kamm-Porling (Laeticutis cristata, Syn.: Albatrellus cristatus, Scutiger cristatus) ist eine Pilzart aus der Familie der Porlingsverwandten (Albatrellaceae). Sie wächst von September bis November im Laubwald unter Buchen und Eichen und ist an seinem charakteristisch braungrünen Hut zu erkennen.

## Merkmale

### Makroskopische Merkmale
Der Hut des Pilzes ist etwa 5–20 cm breit (zusammenhängende Fruchtkörper oft größer) und von runder oder unförmiger Gestalt. Er ist leicht gewölbt bis flach oder gewellt. Die Oberfläche ist samtig bis lederig und wird im Alter nicht selten rissig. Die Farbe des Hutes variiert zwischen gelbbraun und olivgrün, oft auch mit einer rotbraunen Tönung in der Mitte bei alten Pilzen; am welligen Hutrand herrscht jedoch in der Regel olivgrün vor. Der Hut behält seine Farbe auch bei Trocknung im Herbarium bei. Oft sind mehrere Hüte und Stiele miteinander verwachsen.
Die Röhren des Kammporlings haben eine Länge von 1–5 mm und laufen am Stiel herab; die weißlich-gelben oder grünlichen Poren sind eckig und etwa 0,3–1 mm groß.
Der gelbliche Stiel misst in der Länge ca. 3–6 cm, in der Breite etwa 1–2,5 cm. Er sitzt in der Mitte des Hutes oder leicht dezentral, mit samtiger Oberfläche.
Das zähe, weiße Fleisch färbt im Schnitt schmutzig gelbgrün nach; es riecht schwach pilzartig, auf der Zunge ist es bitter oder geschmacklos. Mit Kaliumhydroxid reagiert es durch eine rötliche Färbung.

### Mikroskopische Merkmale
Die Sporen messen 5–7 × 4–5 Mikrometer und sind annähernd rund, durchscheinend und leicht amyloid; sie bilden ein weißes Sporenpulver. Die Hyphen sind (fast) ohne Schnallen.

## Artabgrenzung
Verwechslungsmöglichkeit besteht vor allem mit Albatrellus ellisii in Nordamerika und dem Ziegenfuß-Porling (Scutiger pes-caprae) in Europa. Ersterer wächst allerdings in der Regel unter Kiefern, hat einen schuppigen Hut und färbt sich bei Beschädigung grüner. Sein Verbreitungsgebiet liegt zudem eher westlich der Rocky Mountains, während die Sporen etwas größer und elliptischer geformt sind. Der Ziegenfuß-Porling ist brauner und ebenfalls schuppiger, mit derberem, gelbem, abgesetztem Stiel, und seine Sporen sind größer und elliptisch. Ein weiteres Unterscheidungsmerkmal sind die großen Poren, die mehr als einen Millimeter groß sind. In Nordamerika beschränkt sich sein Vorkommen zudem auf den Südosten und Südwesten der USA.

## Ökologie und Verbreitung
Der Gelbgrüne Kamm-Porling bildet Mykorrhiza mit Laubbäumen, besonders Buchen und Eichen, selten nur mit Nadelbäumen. Meist wächst er direkt auf dem Waldboden, wo man ihn von September bis November finden kann. Das europäische Verbreitungsgebiet entspricht in etwa dem der Buche, wobei der Pilz im Flachland so gut wie nicht vorkommt. In Nordamerika ist er östlich der Rocky Mountains weit verbreitet.

## Systematik
Für den Gelbrünen Kamm-Porling werden keine Unterarten anerkannt. Zunächst wurde er in die Gattung Polyporus gestellt, dann stand er lange Zeit in der Gattung Albatrellus, bis er 2010 in die Gattung Laeticutis („Schönhaut“) gestellt wurde.

## Bedeutung
Der Gelbgrüne Kamm-Porling ist aufgrund seines zähen Fleischs und seines bitteren Geschmacks ungenießbar.